# ミッチ・デニング
ミッチェル・ジョン・デニング（Mitchell John "Mitch" Dening, 1988年8月17日 - ）は、オーストラリア連邦ニューサウスウェールズ州ゴスフォード出身の元プロ野球選手（外野手）。

## 経歴

### プロ入りとレッドソックス傘下時代

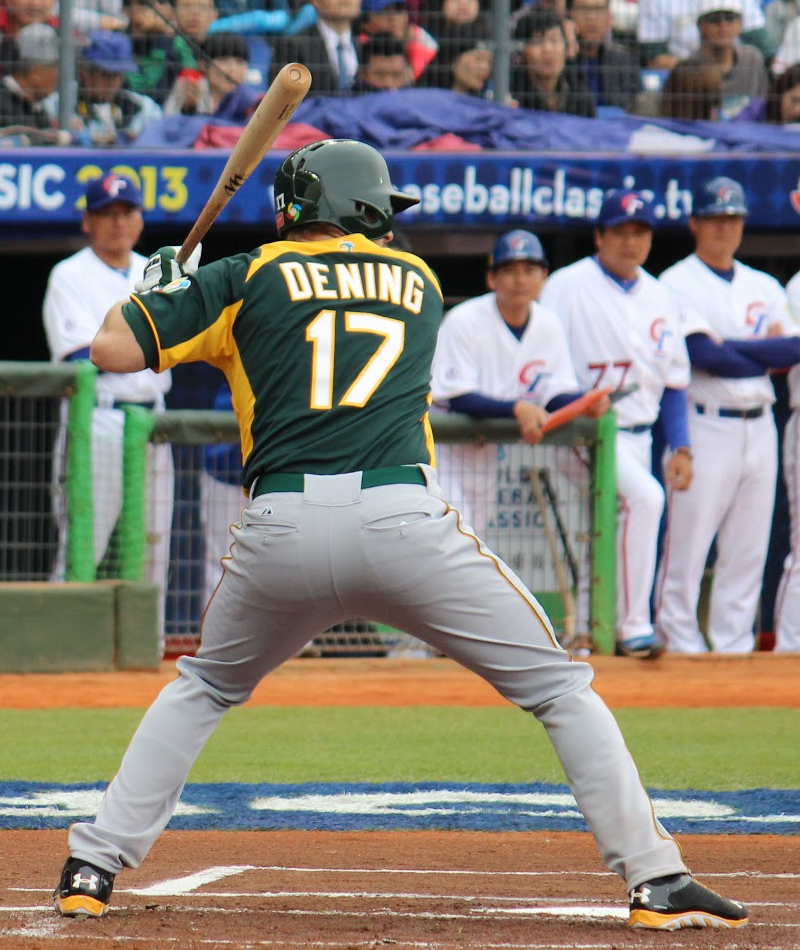
第3回WBCでのデニング
(2013年3月2日)

2005年に、16歳でボストン・レッドソックスと契約を結ぶ。
2006年はともに出場なしに終わる。
2007年にルーキーリーグのガルフ・コーストリーグ・レッドソックスで47試合に出場し、打率.301の成績を残す。
2008年はA-級のローウェル・スピナーズでプレーし、62試合で打率.321の成績を残した。
2009年開幕前の3月に開催された第2回WBCの野球オーストラリア代表に選出された。シーズンでは、A級のグリーンビル・ドライブで106試合に出場する。
2010年はA+級のセイラム・レッドソックスで116試合に出場し、打率.274の成績を残す。オフには、オーストラリアン・ベースボールリーグのシドニー・ブルーソックスでプレーした。ここでは、38試合で打率.201の成績に終わる。
2011年もセイラムでプレーし、この年は86試合で打率.220という成績だった。オフにレッドソックスを解雇され、その後前年同様にシドニー・ブルーソックスでプレーした。ここでは、26試合の出場に終わった。

### ワイルドシングス時代
2012年は独立リーグであるフロンティアリーグのワシントン・ワイルドシングスでプレーしたが、15試合の出場にとどまった。オフには、前年同様にシドニー・ブルーソックスでプレーした。
2013年3月に開催された第3回WBCのオーストラリア代表に選出され、2大会連続2度目の選出となった。

### BCリーグ・新潟時代

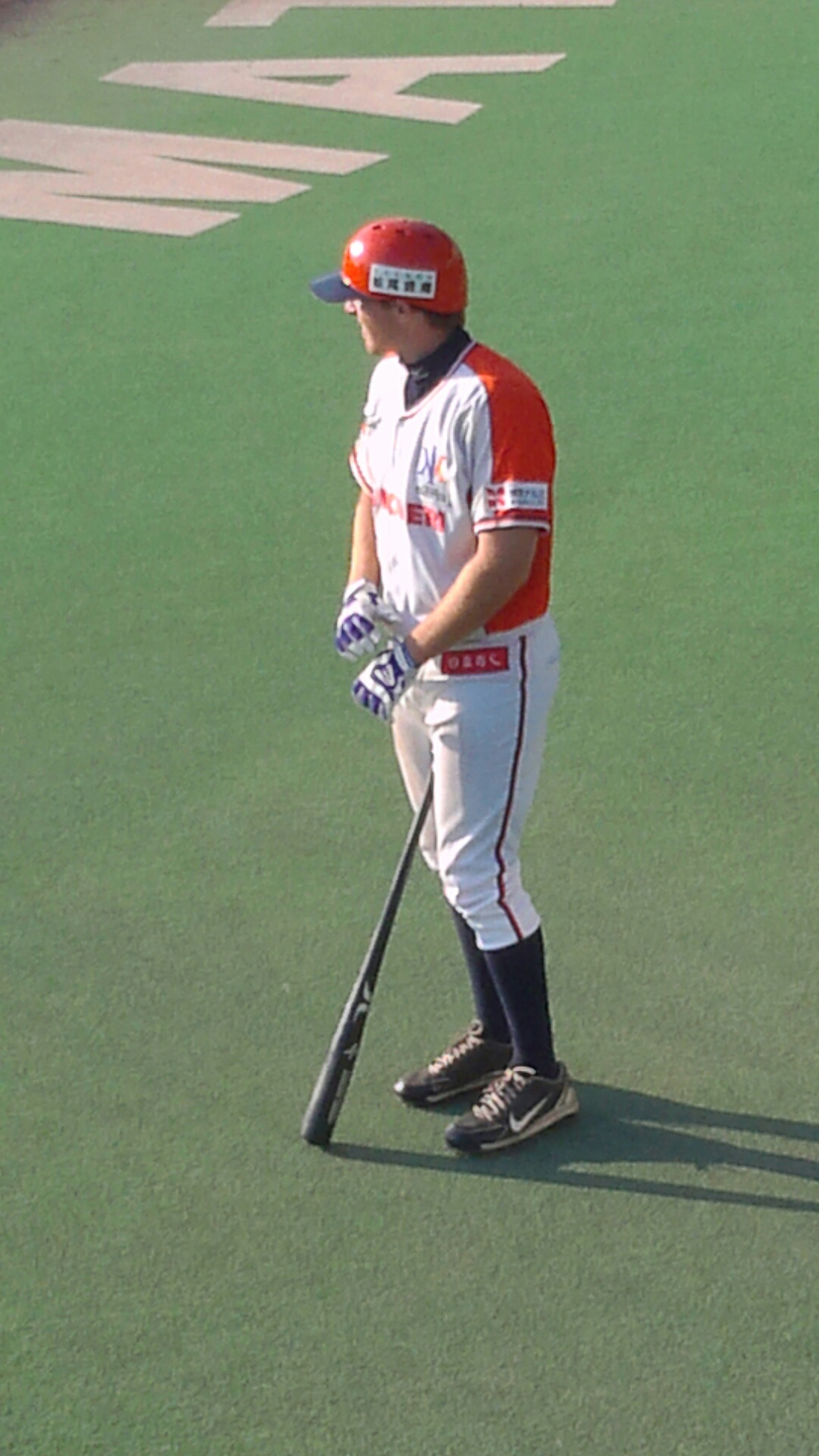
新潟時代
（2013年9月23日）

2013年5月27日に、BCリーグの新潟アルビレックス・ベースボール・クラブへ入団することが球団から発表された。レギュラーシーズンでは、リーグ戦44試合に出場。打率.370で首位打者のタイトルを獲得した。シーズン終了後の11月には、キャンベラ・キャバルリーの一員として同年のアジアシリーズに参加。決勝で5安打を放つなどの活躍で、チームを優勝に導いている。さらに、4年連続でシドニー・ブルーソックスでのプレーも経験している。
2014年には、リーグ戦72試合に出場。打率.321、12本塁打、68打点、4盗塁という好成績を残した。シーズン終了後には、オーストラリアン・ベースボールリーグのアデレード・バイトでプレーを続けた。
2015年には、5月中旬までリーグ戦18試合に出場。打率.270、1本塁打、14打点、2盗塁を記録した。

### ヤクルト時代
2015年5月22日に、NPBの東京ヤクルトスワローズがデニングの獲得を発表した。シーズン終了までの契約で、背番号は71。BCリーグの球団に所属していたオーストラリア出身の選手が、NPBの球団に移籍するという事例は、この時のデニングが初めてであった。

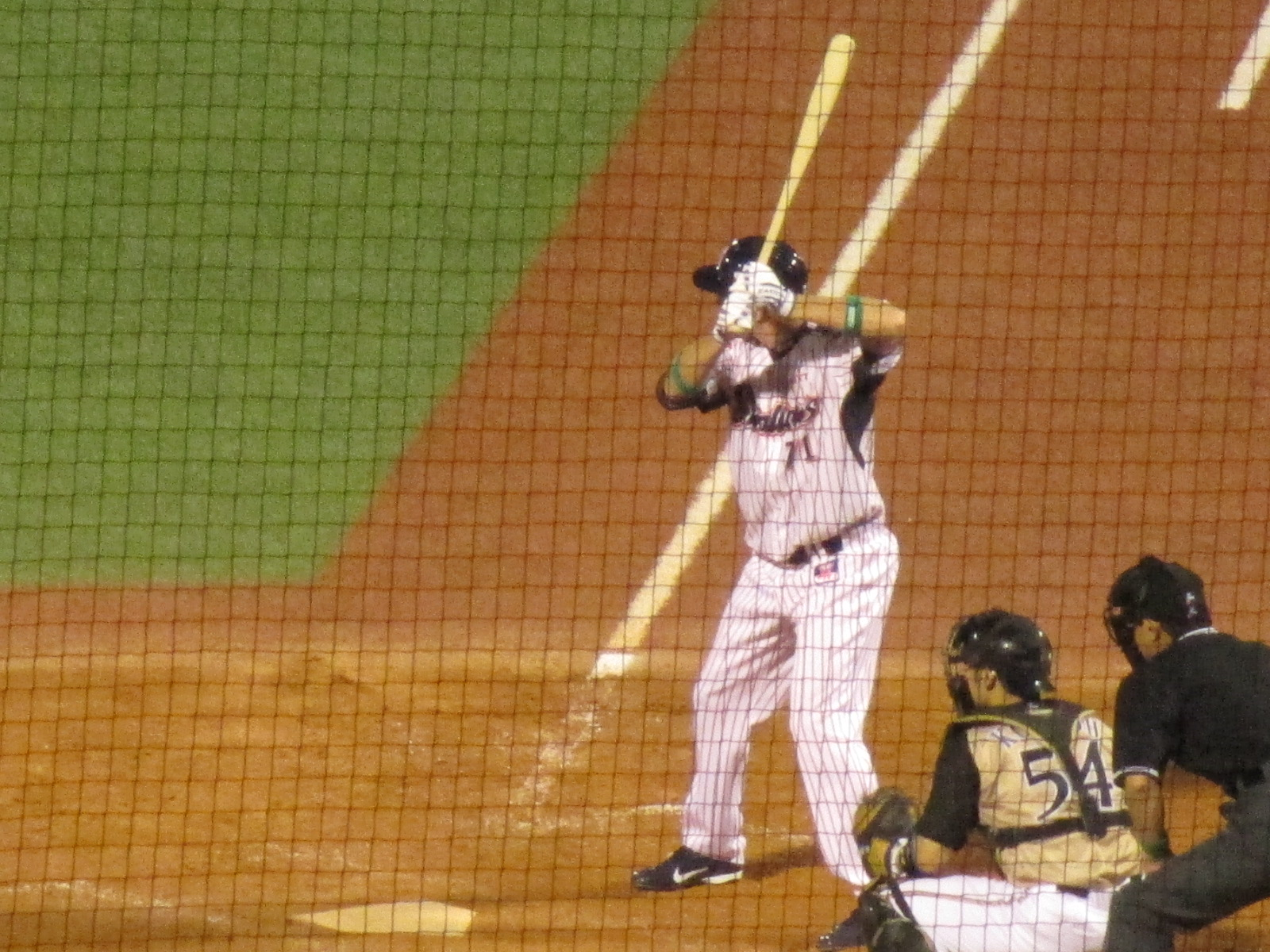
ヤクルトでの初打席でのデニング
（2015年5月26日　神宮球場）

ヤクルトでは、外国人野手のラスティングス・ミレッジとウラディミール・バレンティンが戦線を離脱。チームも最下位に低迷していたため、打線の強化を目的に、BCリーグで実績を残していたデニングの緊急補強に踏み切った。入団直後の5月26日に出場選手登録を果たすと、同日の対北海道日本ハムファイターズ戦（明治神宮野球場）に代打で一軍デビュー。5月27日の同カードから左翼手としてスタメンに起用されると、5月29日の対福岡ソフトバンクホークス戦（福岡ヤフオクドーム）で初本塁打、6月7日の対千葉ロッテマリーンズ戦（神宮）で勝負を決める満塁本塁打を放った。9月15日の対横浜DeNAベイスターズ戦（神宮）への出場を最後に、一軍から遠ざかった。シーズン終了後にヤクルトから戦力外通告を受け、12月2日にNPBから自由契約選手として公示。
2016年1月28日に第4回WBC予選のオーストラリア代表に選出された。同大会でオーストラリアは本戦出場を決めている。

### 四国IL・愛媛時代
2016年3月11日に、四国アイランドリーグplusの愛媛マンダリンパイレーツと契約したことを発表。日本国内の独立リーグへ、1シーズン振りに復帰した。2016年前期は優勝したチームで打率.389、3本塁打、23打点を記録し、監督の弓岡敬二郎は「チームを引っ張ってくれた」と評している。前期終了後にはリーグの前期MVPに選出された。6月6日に第28回ハーレムベースボールウィークのオーストラリア代表に選出された。しかし、後期シーズン開幕直前の7月28日に退団（任意引退）することが発表された。
2017年2月9日に第4回WBC本戦のオーストラリア代表に選出された。

## プレースタイル・人物
巧みなバットコントロールで広角に安打を放てる中距離打者で、癖のないスイングが特徴。ヤクルト時代の2015年には、藤浪晋太郎から、一軍公式戦で7打数5安打を記録した。藤浪自身も、対戦の機会が少ない割に外角低めの（自身にとっての）ベストボールを左中間と右中間に運ばれたこと（記録はいずれも二塁打）を理由に、「自分の中ではデニングが（同年に対戦した打者では）最強」と評価している。その一方で、ヤクルト時代の一軍監督で外野手出身の真中満は、外野守備中のフライの捕球や走塁での状況判断を課題に挙げていた。
新潟時代には、年俸が推定で80万円だったため、家賃4万円の部屋（6畳1間の1K）で暮らしていた。ヤクルトとは、出来高による条件が付いたものの、外国人の支配下登録選手としては異例の安い年俸（推定360万円）で契約。入団後には、球団の合宿所「戸田寮」で、若手選手と一緒に生活していた。
ヤクルトへ入団した2015年の5月下旬には、新潟時代のバットをそのまま使うことを想定していたが、NPBの規定に適合しないことが判明。同年6月上旬までの試合では、長さが同じでグリップの形状が似ているチームメイト・森岡良介のバットを、打席へ立つたびに借りていた。ちなみに、森岡とは神宮球場のロッカーが隣り合う縁で、入団当初から仲が良かったという。

## 詳細情報

### 年度別打撃成績
| 年 度    | 球 団    | 試 合 | 打 席 | 打 数 | 得 点 | 安 打 | 二 塁 打 | 三 塁 打 | 本 塁 打 | 塁 打 | 打 点 | 盗 塁 | 盗 塁 死 | 犠 打 | 犠 飛 | 四 球 | 敬 遠 | 死 球 | 三 振 | 併 殺 打 | 打 率 | 出 塁 率 | 長 打 率 | O P S |
| -------- | -------- | ----- | ----- | ----- | ----- | ----- | -------- | -------- | -------- | ----- | ----- | ----- | -------- | ----- | ----- | ----- | ----- | ----- | ----- | -------- | ----- | -------- | -------- | ----- |
| 2015     | ヤクルト | 64    | 227   | 194   | 13    | 43    | 12       | 0        | 4        | 67    | 22    | 0     | 1        | 0     | 2     | 23    | 1     | 8     | 43    | 2        | .222  | .326     | .345     | .671  |
| NPB：1年 | NPB：1年 | 64    | 227   | 194   | 13    | 43    | 12       | 0        | 4        | 67    | 22    | 0     | 1        | 0     | 2     | 23    | 1     | 8     | 43    | 2        | .222  | .326     | .345     | .671  |

### 年度別守備成績
| 年 度 | 球 団    | 外野  | 外野  | 外野  | 外野  | 外野  | 外野     |
| 年 度 | 球 団    | 試 合 | 刺 殺 | 補 殺 | 失 策 | 併 殺 | 守 備 率 |
| ----- | -------- | ----- | ----- | ----- | ----- | ----- | -------- |
| 2015  | ヤクルト | 56    | 94    | 3     | 0     | 2     | 1.000    |
| 通算  | 通算     | 56    | 94    | 3     | 0     | 2     | 1.000    |

### 記録
NPB
- 初出場：2015年5月26日、対北海道日本ハムファイターズ1回戦（明治神宮野球場）、4回裏に古野正人の代打で出場
- 初打席：同上、4回裏にルイス・メンドーサから死球
- 初先発出場：2015年5月27日、対北海道日本ハムファイターズ2回戦（明治神宮野球場）、6番・左翼手で先発出場
- 初安打・初打点：同上、9回裏に増井浩俊から右前適時打
- 初本塁打：2015年5月29日、対福岡ソフトバンクホークス1回戦（福岡 ヤフオク!ドーム）、2回表に攝津正から右越2ラン

### 独立リーグでの打撃成績
日本
| 年 度         | 球 団         | 試 合 | 打 数 | 得 点 | 安 打 | 二 塁 打 | 三 塁 打 | 本 塁 打 | 塁 打 | 打 点 | 盗 塁 | 犠 打 | 犠 飛 | 四 球 | 死 球 | 三 振 | 併 殺 打 | 打 率 | 出 塁 率 | 長 打 率 | O P S |
| ------------- | ------------- | ----- | ----- | ----- | ----- | -------- | -------- | -------- | ----- | ----- | ----- | ----- | ----- | ----- | ----- | ----- | -------- | ----- | -------- | -------- | ----- |
| 2013          | 新潟          | 44    | 173   | 32    | 64    | 14       | 1        | 6        | 119   | 30    | 5     | 0     | 0     | 17    | 4     | 21    | 5        | .370  | .438     | .688     | 1.126 |
| 2014          | 新潟          | 72    | 252   | 45    | 81    | 22       | 0        | 12       | 137   | 68    | 4     | 0     | 5     | 46    | 5     | 34    | 0        | .321  | .429     | .544     | .972  |
| 2015          | 新潟          | 18    | 74    | 9     | 20    | 5        | 0        | 1        | 34    | 14    | 2     | 0     | 0     | 10    | 1     | 17    | 0        | .270  | .365     | .459     | .824  |
| 2016          | 愛媛          | 30    | 108   | 13    | 42    | 10       | 1        | 3        | 63    | 23    | 3     | 0     | 0     | 22    | 0     | 10    | 2        | .389  | .492     | .583     | .951  |
| BCリーグ：3年 | BCリーグ：3年 | 134   | 499   | 86    | 165   | 41       | 1        | 19       | 290   | 112   | 11    | 0     | 5     | 73    | 10    | 72    | 5        | .331  | .422     | .581     | 1.004 |
| 四国IL：1年   | 四国IL：1年   | 30    | 108   | 13    | 42    | 10       | 1        | 3        | 63    | 23    | 3     | 0     | 0     | 22    | 0     | 10    | 2        | .389  | .492     | .583     | .951  |

- 各年度の太字はリーグ最高

### 背番号
- 28（2013年 - 2015年5月21日）
- 71（2015年5月25日 - 同年終了）
- 33（2016年）

### 代表歴
- 2009 ワールド・ベースボール・クラシック・オーストラリア代表
- 2013 ワールド・ベースボール・クラシック・オーストラリア代表
- 2016 ハーレムベースボールウィーク オーストラリア代表
- 2017 ワールド・ベースボール・クラシック・オーストラリア代表